# Colocnema albifasciator
Colocnema albifasciator är en stekelart som beskrevs av Aubert 1972. Colocnema albifasciator ingår i släktet Colocnema och familjen brokparasitsteklar. Inga underarter finns listade i Catalogue of Life.